# Cuautepec, Puebla
Cuautepec är en ort i Mexiko.   Den ligger i kommunen Tlacuilotepec och delstaten Puebla, i den sydöstra delen av landet, 150 km nordost om huvudstaden Mexico City. Cuautepec ligger 1 146 meter över havet och antalet invånare är 957.
Terrängen runt Cuautepec är bergig åt sydväst, men åt nordost är den kuperad. Terrängen runt Cuautepec sluttar österut. Runt Cuautepec är det ganska tätbefolkat, med 179 invånare per kvadratkilometer. Närmaste större samhälle är Huauchinango, 18,4 km söder om Cuautepec. Omgivningarna runt Cuautepec är en mosaik av jordbruksmark och naturlig växtlighet.